# Hochhaus am Albertplatz

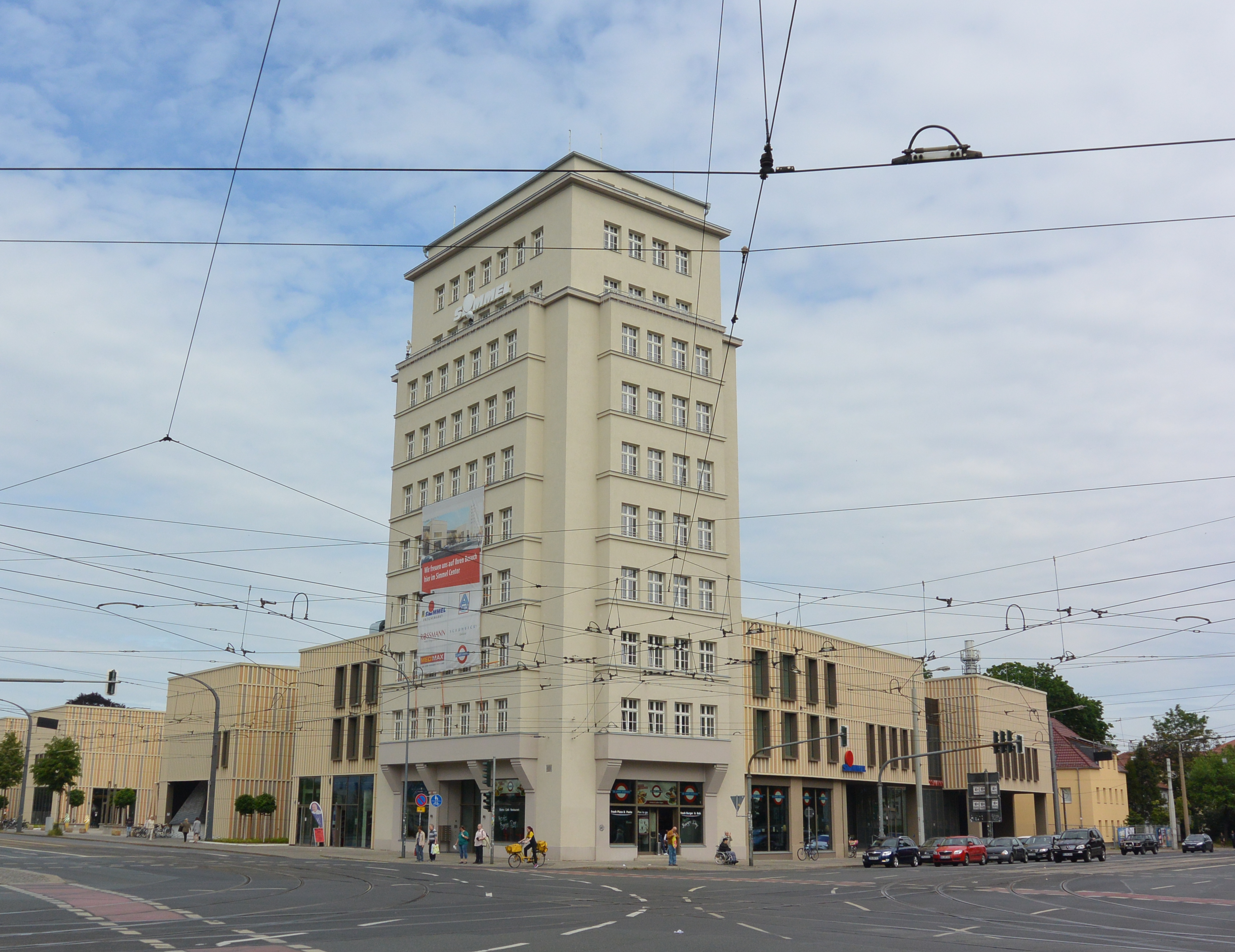
Das Hochhaus am Albertplatz nach der Sanierung und Erweiterung, 2016

Das Hochhaus am Albertplatz (nach dem langjährigen Nutzer auch Verkehrsbetriebe-Hochhaus oder DVB-Hochhaus, nach dem Architekten auch Paulickhochhaus) ist das älteste Bürohochhaus Dresdens und gehört zu den (wenigen) erhaltenen Gebäuden der Dresdner Vorkriegsmoderne. Es wurde 1929 nach Plänen von Hermann Paulick durch Benno Löser für den Regierungsrat Alfred Hesse gebaut, wichtigster Nutzer bis 1945 war die Sächsische Staatsbank. Das Bauwerk steht unter Denkmalschutz.

## Lage

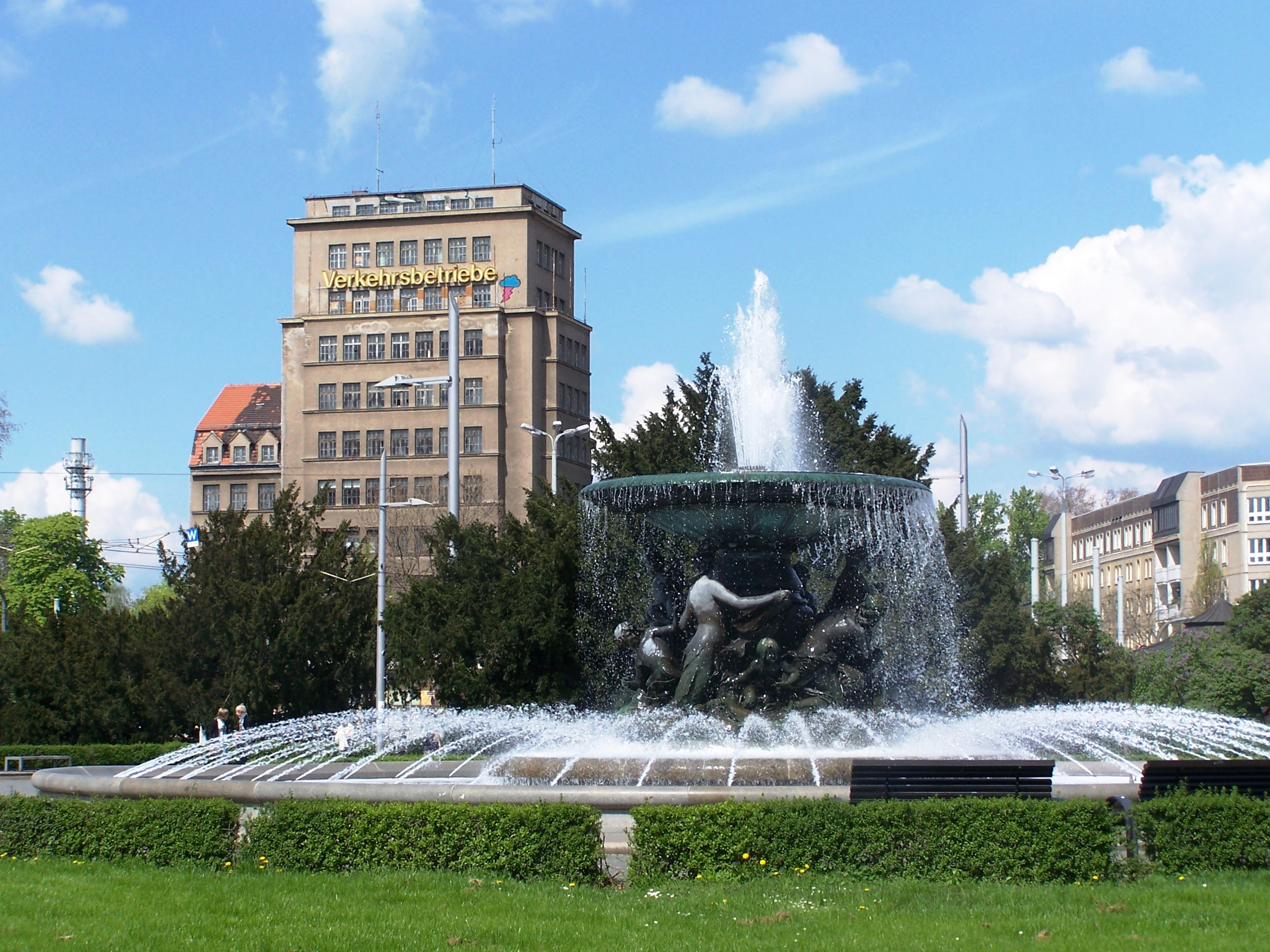
Ansicht vom Albertplatz – Der Schriftzug der ausgezogenen Verkehrsbetriebe ist umgangssprachlich namensgebend geblieben.

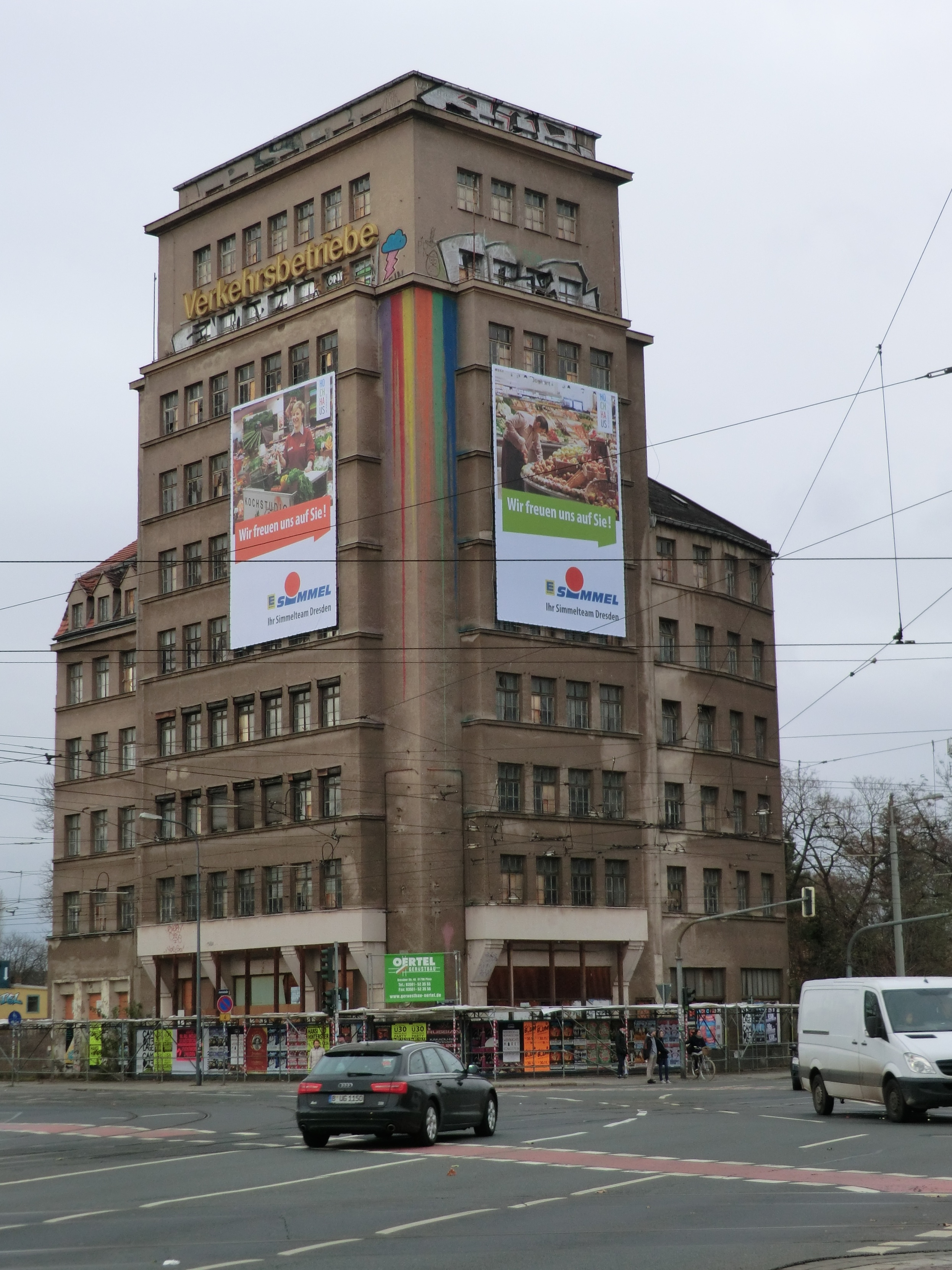
Das Hochhaus mit dem markanten Verkehrsbetriebe-Schriftzug, Ende 2013

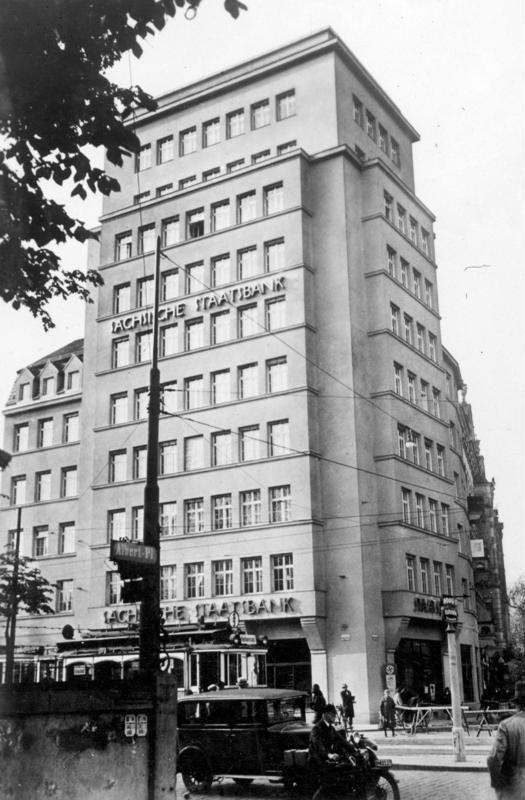
Als Hochhaus der Sächsischen Staatsbank um 1930

Das Gebäude befindet sich nördlich des Albertplatzes auf der platzauswärts linken Seite der Königsbrücker Straße sowie nördlich der von Westen kreuzenden Antonstraße. Es liegt damit am Ende der Sichtachse über die Hauptstraße. Einzig der Artesische Brunnen (auf der gegenüberliegenden Straßenseite) liegt am noch exakteren Ende der historischen Hauptachse Dresdens, die bis in die Altstadt reicht. Das Brunnenhaus, also der Austrittsort des artesischen Brunnens liegt unmittelbar neben dem Hochhaus. Bei der Erweiterung des Gebäudes wurde es im Jahr 2014 umbaut, nur die zur Antonstraße zeigende Front blieb frei.
Nach Norden beginnt die gründerzeitliche Äußere Neustadt, während um das Oval des Albertplatzes historistische Einzelvillen und Gärten dominieren. An der gegenüberliegenden Straßenecke befindet sich ein Gebäude in individualisierter Industriebauweise der Nachkriegsarchitektur.

## Gebäude

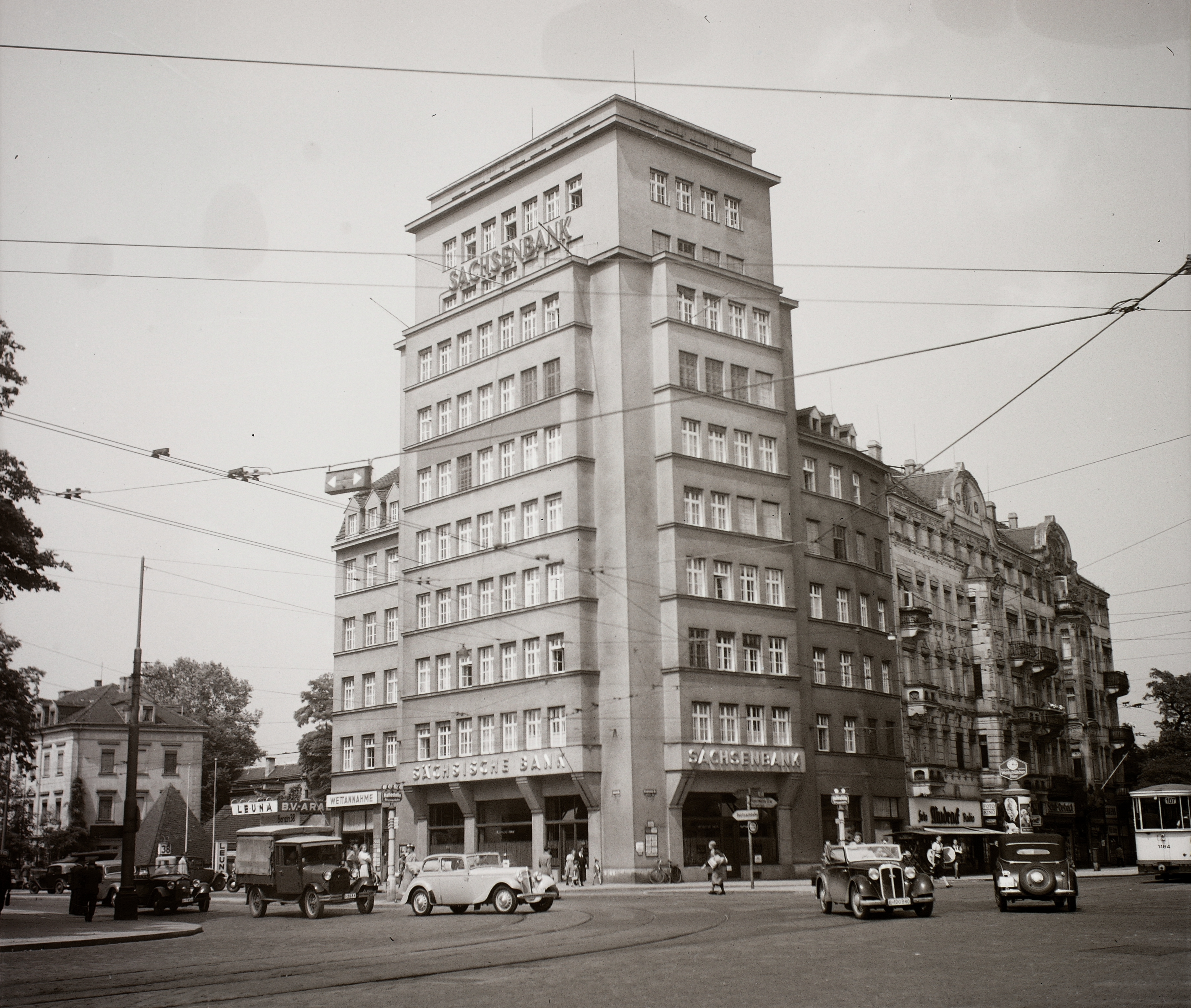
Das Hochhaus 1936

Das elfgeschossige und 37 Meter hohe Hochhaus wurde als Stahlbeton-Skelettbau in Ecklage errichtet und erhielt eine sachliche verputzte Fassade. Diese ist senkrecht durch leicht vorgelagerte Erker gestaffelt. Die obersten beiden Stockwerke sind gegenüber der gesamten unteren Fassade zurückgesetzt. Die östliche Seite, die zur Königsbrücke Straße zeigt, ist die kürzere des Hauses. Seitlich sind Nebenflügel angesetzt, die die sonst übliche Traufhöhe der (ursprünglich) unmittelbar anschließenden Häuser annahmen. Im Rahmen des Umbaus wurden die drei oberen Geschosse der Nebenflügel entfernt, um so bündig in das angebaute Geschäftsgebäude überzugehen.

## Nutzung

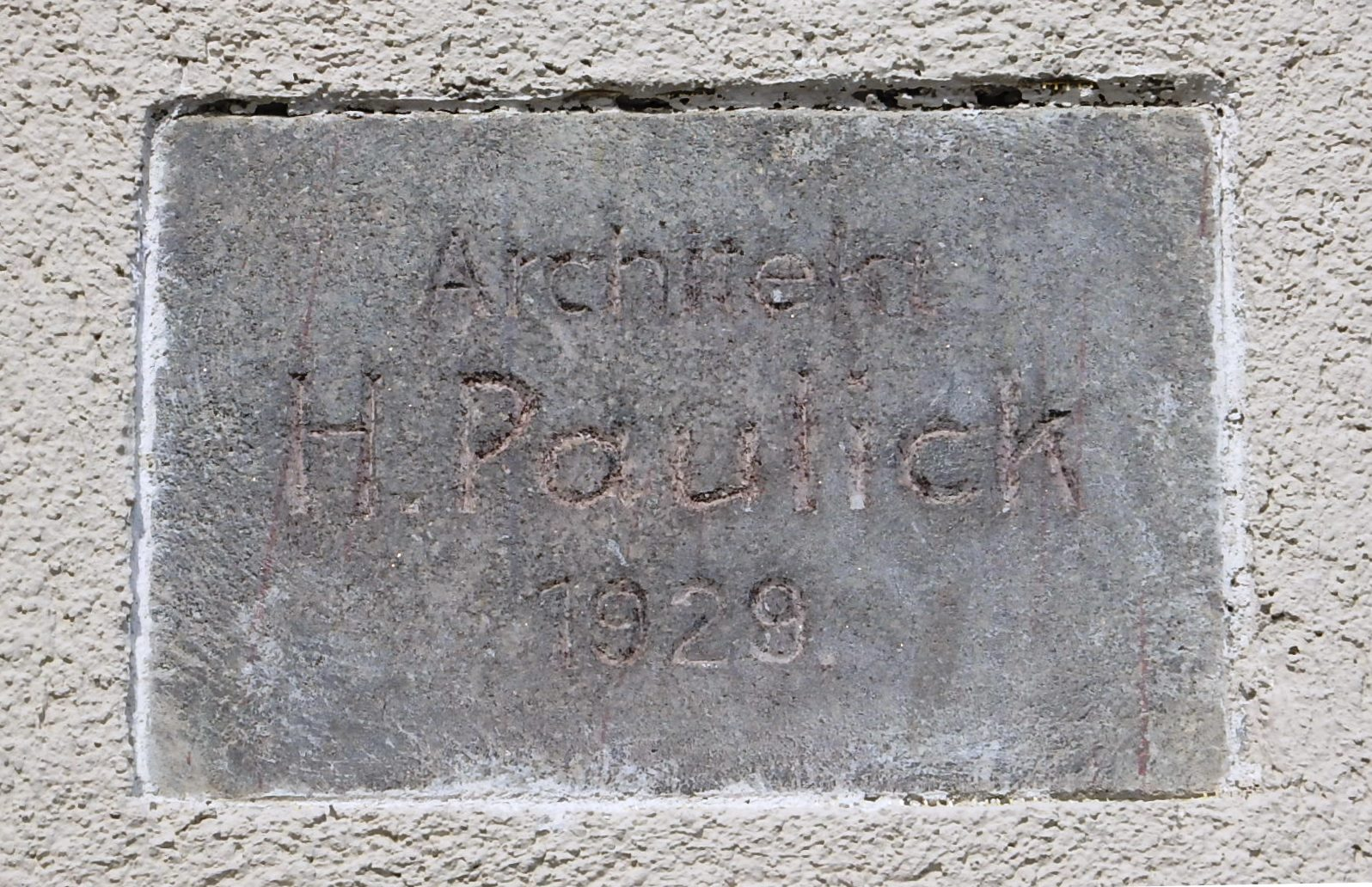
Signatur von Herrmann Paulick

Der erste Hauptnutzer war die Sächsische Staatsbank, die erst seit 1920 in Dresden ihren Hauptsitz hatte (sie ging aus der 1862 in Leipzig gegründeten behördlichen Lotteriedarlehnskasse hervor). Die Bank war in ihrer Funktion mit der Sachsen LB vergleichbar. Bei den Luftangriffen 1945 wurde es wegen seiner massiven Bauweise nicht komplett zerstört. Nachdem 1948 die Sächsische Staatsbank von der Landesbank abgewickelt wurde, nutzten die Verkehrsbetriebe das Gebäude weiter. Die dazu notwendigen Reparaturen sowie den Umbau für den Einzug der Verkehrsbetriebe leitete der Architekt Otto Ziller.
Seit die Dresdner Verkehrsbetriebe 1997 ihre Verwaltung in den Betriebshof Trachenberge verlegt hatten, stand das Gebäude leer. Der Schriftzug Verkehrsbetriebe blieb noch bis zum Jahresanfang 2015 an der Hauptseite des Gebäudes erhalten und kam anschließend ins Dresdner Straßenbahnmuseum.
Im August 2009 wurden die Eingänge zum Gebäude wegen angeblicher Vandalismusschäden zugemauert. Nach zwischenzeitlichen Plänen der Umgestaltung in ein Hotel oder ein Studentenwohnheim mit Geschäften in der Straßenebene, übernahm die Simmel AG 2012 das Hochhaus mit dem umliegenden Grundstück mit dem Ziel, das Hochhaus als Bürogebäude zu sanieren und ein zweietagiges Geschäftsgebäude mit Tiefgaragen anzubauen. Die von Simmel unter der Marke Edeka geführte regionale Lebensmittelmarktkette war von Anfang an als Hauptnutzer vorgesehen.
Dazu erfolgte 2013 die Räumung des Geländes, einzig das ebenfalls denkmalgeschützte Brunnenhaus blieb bestehen. Anfang 2014 begannen die Tiefbauarbeiten für das neue Marktgebäude, dessen Bau anschließend erfolgte. Zur besseren Verkehrsanbindung des Gebäudes wurde der Turnerweg, eine bis dahin schmale Nebenstraße der Antonstraße westlich des Komplexes zu Lasten des Grundstücks verbreitert. Im März 2015 wurden die oberen drei der fünf Obergeschosse der alten Nebenflügel entfernt, damit diese bündig mit dem Neubau abschließen. Anfang Juli 2015 eröffneten der Simmelmarkt, der sich über das Erdgeschoss erstreckt, und eine Aldi-Filiale, ein Elektronik-Markt folgte Ende August. Die Gesamteröffnung erfolgte nach Abschluss der letzten Bauarbeiten im Spätsommer 2015.

## Museum „Die Welt der DDR“

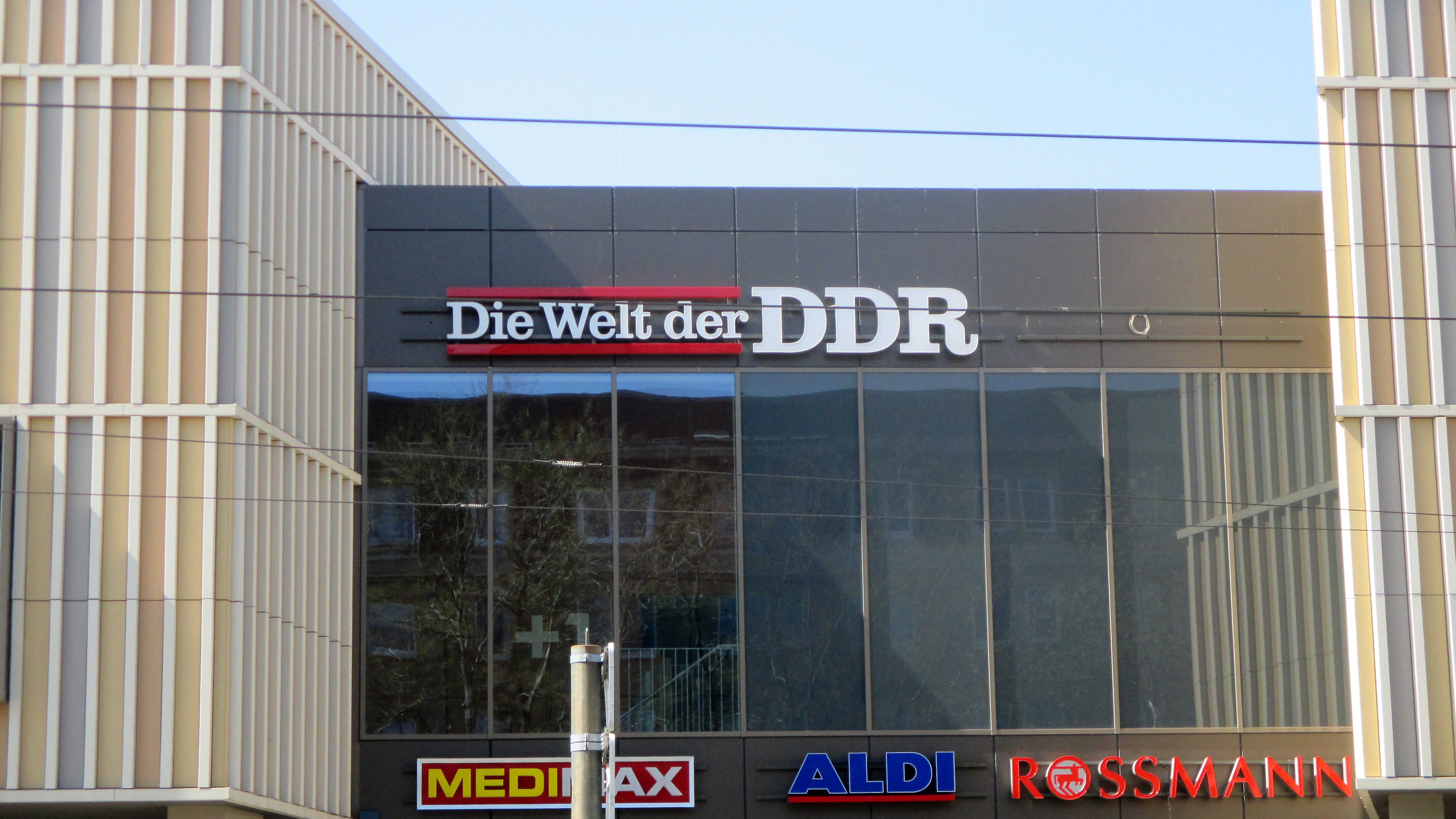
Die Welt der DDR – Museum Hochhaus am Albertplatz

Seit Januar 2017 war das Museum „Die Welt der DDR“ untergebracht, das die Nachfolge des geschlossenen DDR-Museums Zeitreise in Radebeul antrat. Die Schließung und anschließende Versteigerung der Exponate erfolgte 2023.